# بادي دريسكول
بادي دريسكول (بالإنجليزية: Paddy Driscoll)‏ هو لاعب كرة قدم أمريكية أمريكي، ولد في 11 يناير 1896 في إيفانستون في الولايات المتحدة، وتوفي في 29 يونيو 1968 في شيكاغو في الولايات المتحدة.

## وصلات خارجية
- بادي دريسكول على موقع دوري كرة القاعدة الرئيسي (الإنجليزية)
- بادي دريسكول على موقعبيزبول رفرنس.كوم (الدوري الرئيسي) (الإنجليزية)
- بادي دريسكول على موقعبيزبول رفرنس.كوم (الدوري الثانوي) (الإنجليزية)
- بادي دريسكول على موقع إي إس بي إن.كوم (أم.أل.بي) (الإنجليزية)
- بادي دريسكول على موقع مشجعي الرسوم البيانية (الإنجليزية)
- بادي دريسكول على موقع مرجع كرة القدم المحترفة.كوم (الإنجليزية)
- بادي دريسكول على موقع إن إن دي بي (الإنجليزية)